# Edgar Aabye
Edgar Lindenau Aabye (14 de septiembre de 1865-30 de abril de 1941) 

## Biografía
fue un reportero y deportista danés que compitió en el tira y afloja en los Juegos Olímpicos de París 1900.
Formó parte de esta disciplina para el equipo danés-sueco,

## Su vida profesional
Trabajó para el periódico Politiken desde 1892 hasta 1935. Anteriormente había estudiado teología y enseñado historia y geografía en una escuela secundaria.

## Premios
el cual ganó la medalla de oro contra los oponentes de Francia.